# Camponotus buttikeri
Camponotus buttikeri é uma espécie de inseto do gênero Camponotus, pertencente à família Formicidae.